# Flabellina evelinae
Flabellina evelinae is een slakkensoort uit de familie van de Flabellinidae. De wetenschappelijke naam van de soort is voor het eerst geldig gepubliceerd in 1989 door Edmunds.